# Michel Sima
Pour les articles homonymes, voir Sima.
Michel Sima, pseudonyme de Michał Smajewski, né le 20 mai 1912 à Slonim en Pologne (auj. en Biélorussie), mort le 12 avril 1987 à Largentière en Ardèche,, est un sculpteur, photographe, céramiste et graveur polonais, membre de la nouvelle École de Paris.

## Biographie

### Enfance et formation
Michał Smajewski naît en 1912 à Slonim en Pologne. Très jeune, il veut devenir sculpteur. Issu d’une famille de la bourgeoisie juive libérale, il arrive à Paris en 1929 à l’âge de 17 ans, et est admis à l’académie de la Grande-Chaumière.
En 1933, il rejoint le groupe du peintre Francis Gruber. Il travaille notamment dans les ateliers de Constantin Brâncuși et d'Ossip Zadkine, et gagne également sa vie en photographiant l’actualité pour les journaux.
Il fréquente le cercle de Gertrude Stein et de son frère Leo, et lie de nombreuses amitiés : Jean Cocteau, Francis Picabia, Paul Éluard, Robert Desnos et sa compagne Youki Foujita, Max Ernst, Pierre Tal Coat. Il rencontre Pablo Picasso en 1936. Il participe à plusieurs expositions de groupe à Paris et sur la Côte d’Azur. 
Sous le pseudonyme de Michel Sima, il pratique l'art du portrait d’artiste. Il crée son style, qui laisse transparaître le profond attachement pour ses modèles. Et au cours des années suivantes, il réalise le portrait de presque tous les artistes de l’école de Paris.

### Déportation
Réfugié en zone libre pendant la Seconde Guerre mondiale, Sima est arrêté à Golfe-Juan en 1942 en tant que juif et étranger. Il est déporté à Auschwitz, depuis le camp de Drancy, par le convoi n° 38, puis à Blechhammer, alors même que son exposition commune avec Francis Picabia à Cannes connaît un réel succès.

### Retour en France
De retour en France en 1945 et gravement malade, Michel Sima passe de longs mois de convalescence à Cannes, chez son ami Romuald Dor de la Souchère (sv), et à Grasse. En 1946, il retrouve Picasso à Golfe Juan, qui, par son entremise, obtient de disposer d'un vaste atelier au musée Grimaldi d’Antibes mis à sa disposition par Dor de La Souchère,. C’est là que Picasso crée notamment La Joie de Vivre et le Triptyque.
Sur les conseils de Picasso, Sima se tourne vers la photographie. Son état de santé ne lui permet plus une pleine activité de sculpteur, même s’il continue à réaliser de petites pièces, des gravures et à pratiquer la céramique. Il couvre de façon très personnelle et documente le travail de Picasso. Un livre en résulte, publié en 1948, Picasso à Antibes.
C'est à cette époque, en 1946, que Sima qui pratique la céramique à Vallauris y emmène Picasso qui, par la suite, travaillera chez les Ramié à la poterie Madoura, poterie où Sima a réalisé une série de portraits saisissants de Picasso,. Françoise Gilot témoigne sur cette période dans le film de Christian Tran, Picasso et Sima, le modeleur d'amitié (2009), : 

« Cette année-là malgré tout c’est là où on a aussi vu les Ramier pour la première fois. Les Ramier de la poterie Madoura. Également avec Sima. Sima avait une intuition extraordinaire parce qu’il a quand même prévu que Picasso pourrait peut-être faire de la céramique. C’est assez extraordinaire et ce n’était pas écrit dans les astres vous voyez. »

Au sujet de Sima, Picasso et leur intérêt pour la photographie, F. Gilot déclare : 

« Picasso aimait faire des photos lui-même et aimait que les autres fassent des photos. D’autre part, il s’est révélé, parce que Picasso s’y connaissait quand même très bien en photo, il s’est révélé que Michel Sima était un très bon photographe. Alors raison de plus pour en faire davantage, je veux dire, et on voit aussi que certainement il comprenait la forme, ça se sent, on sent ces contrastes entre la lumière et l’ombre, etc. Et ces formes et les ambiances et tout ça…, Michel Sima, moi je le considère comme un très bon photographe. Ce qui plaisait à Picasso c’est que, justement, Picasso aimait à s’entourer avec des personnes qui avaient quelque chose eux-mêmes, en eux-mêmes. »

Un premier livre est publié en 1959 par les éditions Fernand Nathan : 21 visages d’artistes. Mais, profondément déçu par la qualité médiocre de reproduction, Sima décide ne plus publier ses photographies.
En 1967, Sima découvre l’Ardèche par l’intermédiaire de son vieil ami, le peintre René Besset, et décide de s’y établir avec sa famille. C'est à Saint-Pons, commune proche d'Alba-la-Romaine, qu'ils vivent de 1967 à 1970.
Tout en conservant son atelier parisien à La Ruche et jusqu’à sa mort le 12 avril 1987 à Largentière en Ardèche, il continue à expérimenter de nouveaux matériaux, et de nouvelles formes en sculpture.

## Publications
Michel Sima a publié deux ouvrages de son vivant : 
- Le premier, Picasso à Antibes, présente le travail de création de Pablo Picasso au musée d'Antibes en 1946. Les photographies sont commentées par Paul Éluard et Jaume Sabartés rédige l'introduction de cet ouvrage édité par René Drouin à Paris en 1948.
- Le second ouvrage, 21 visages d’artistes, préfacé par Jean Cocteau, présente les portraits photographiques réalisés par Michel Sima de vingt et un grands maîtres de l'école de Paris. Il est publié aux éditions Fernand Nathan, à Paris, en 1959.

Par ailleurs, les portraits de Picasso ont été publiés par Vogue en 1948. Il semble qu'il s'agisse là des seules publications des portraits d'artistes réalisés par Sima, de son vivant, hormis celles relatives à la promotion de ses ouvrages.
- En 2008, Erika Billeter publie Michel Sima. Ateliers d'artiste, un livre des photos de l'artiste édité à Gand, par les éditions Snoeck  (ISBN 978-90-5349-677-0).

## Expositions

### De son vivant
- « Francis Picabia et Michel Sima », The Lounge Library, Cannes, du 15 juillet 1942 au 31 juillet 1942
- « Francis Picabia - Sima », galerie Colette Allendy, Paris, du 13 décembre 1950 au 12 janvier 1951
- « Sculptures - céramiques », galerie Henriette Niépce, Paris, du 17 décembre au 4 janvier 1952
- « Hommage de deux amis à Picasso - Michel Sima - Georges Hugnet », atelier Michel Sima, La Ruche, Paris, juin 1973
- « Hommage à Picasso », atelier Michel Sima, Tauriers, du 24 au 31 octobre 1981

### Posthumes
- « Michel Sima - Sculpteur photographe », galerie Lucie Weill & Seligmann, Paris, 15 octobre au 15 décembre 1996
- « Michel Sima - Sculpteur photographe », château d'Aubenas en Vivarais, Aubenas, du 18 mars au 29 avril 2000 Une exposition de ses sculptures, sur pierres et sur bois, et de ses photos organisée par sa femme Odette et son fils Pierre.
- « Picasso, la Joie de Vivre. 1945-1948 »[4], Palazzo Grassi, Venise, du 11 novembre 2006 au 11 mars 2007
- « Michel Sima - Artistes en atelier », galerie Fischer, Lucerne, du 7 au 22 décembre 2007 et du 7 au 18 janvier 2008
- « Picasso im Photoporträt », musée Ludwig, Cologne, du 24 septembre 2011 au 15 janvier 2012
- « Michel Sima, La intimidad de los artistas », Sala municipal San Benito, Valladolid, du 16 janvier 2014 au 23 février 2014
- « Michel Sima, Genius in the studio and behind the Paris art scene », MAMM, Moscou, 2017 ; Samara, 2017[10] ; musée Erarta, Saint-Pétersbourg, 2018[11]
- "Michel Sima, Françoise Gilot, Pablo Picasso dans l'oeil de Michel Sima, Arles les Rencontres de la photographie édition 2021", musée Estrine, Saint-Rémy-de-Provence, 2021

## Collections publiques
Les photographies de Michel Sima font partie de plusieurs collections publiques, dont celles du musée Picasso à Antibes, du musée national du Message biblique Marc-Chagall à Nice, du musée Picasso à Barcelone, de la fondation Arp à Clamart , de la fondation Alberto et Annette Giacometti à Paris, du centre de documentation du musée Matisse de Nice et de la collection Würth.